# Ормуз (місто)
Ормуз (перс. هرمز) — невелике портове місто на півдні Ірані, у провінції Хормозган. Входить до складу шахрестана Кешм. За даними перепису, на 2006 рік населення становило 5 699 осіб.

## Географія
Місто знаходиться в центральній частині провінції Хормозган, на північному узбережжі острова Ормуз на висоті 14 метрів над рівнем моря.
Ормуз розташований на відстані приблизно 14 кілометрів на південний схід від Бендер-Аббаса, адміністративного центру провінції і на відстані 1063 кілометрів на південний південний схід (SSE) від Тегерана, столиці країни.
Найближчий Міжнародний аеропорт Бендер-Аббаса знаходиться в місті Бендер-Аббас.